# Pedro Osmar
Pedro Osmar Gomes Coutinho (João Pessoa, 29 de junho de 1954) é um cantor, compositor, músico, poeta e artista plástico brasileiro.
Iniciou sua atividade musical na década de 60, tocando nos Festivais da Canção que aconteciam em João Pessoa. Foi nessa época que se inseriu no cenário musical, conhecendo e tocando junto a nomes como Vital Farias, Cátia de França e Zé Ramalho.
Em 1974 fundou, juntamente com seu irmão Paulo Ró, o grupo Jaguaribe Carne, que mescla elementos de guerrilha cultural, experimentações musicais e cultura popular. Em plena ditadura, o grupo se apresentava na rua, em escolas e teatros com músicas de protesto e uma estética pautada em elementos de performance, música experimental e a música popular local: caboclinhos, frevo, cambindas e cirandas.
Em São Paulo, realizou três trabalhos importantes de grupo: o FARINHA DIGITAL, parceria com o músico eletrônico e percussionista Loop B (o projeto foi lançado em CD com o apoio do programa Petrobras Cultural e fez um circuito de lançamento pelo SESI Cultural por cidades do interior do estado de São Paulo); o Aguaúna, com os músicos Rico Venerito, Fabio Negroni, Guegué Medeiros e o SAMPAPEBA, com os músicos Vicente Barreto, Zeh Rocha, Rafa Barreto, Fábio Barros e Caê Rolfsen, que faria um circuito pela cidades do interior de São Paulo através do PROAC-governo do estado.
Em 2016 foi lançado o filme Pedro Osmar: Prá Liberdade Que Se Conquista, de direção de Eduardo Consonni e Rodrigo Marques, que resgata o início da história do compositor e mostra um pouco de sua produção recente.

## Discografia

### Álbuns
- 1992 - As Estrelas Cantam Pedro Osmar (fita cassete)
- 1993 - Jaguaribe Carne Instrumental com Jaguaribe Carne
- 1995 - Signagem
- 1997 - Viola Caipira
- 1998 - Novóide
- 1999 - Piano Confeitado
- 2001 - Dez Cenas de Reviola e sua Funcionalidade Cabocla
- 2003 - Vem no Vento com Jaguaribe Carne
- 2008 - Farinha Digital parceria com Loop B.
- 2011 - Aguauna (dois CDs, com música de livre improvisação)
- 2013 - Aguauna - Cristalino (dois CDs, com música de livre improvisação)